# Ateliers de poterie antique de Montans
Les ateliers de poterie antique de Montans sont un site de production de poterie gallo-romain à Montans dans le département du Tarn en Midi-Pyrénées (région Occitanie, France).
En activité dès le début du Ier siècle, ces ateliers de la Gaule du sud ont eu une renommée importante dans le courant du même siècle et ont perduré jusque dans le IIe siècle. Ils font partie des satellites de La Graufesenque.

## Situation
Le village de Montans est dans le nord du département du Tarn, à 5 km au sud de Gaillac, sur la rive gauche du Tarn.

## Historique des fouilles
La plus ancienne mention de four à poterie vient de Élie Rossignol en 1868 au lieu-dit Saint-Sauveur en rive droite du Tarn.
T. Martin effectue des fouilles sur deux ans de 1972 à 1974 et recueille plus de 500 estampilles de potiers. Il localise les ateliers des potiers ACVTVS, CATO, IVLLVS et CADVRCVS, et ajoute une vingtaine de noms à la liste des potiers montanais déjà connus.

## Le site
L'agglomération gallo-romaine couvrait approximativement 40 ha, dont 20 ha pour les ateliers de poterie.

### Avant l’atelier
Occupé dès le VIIe siècle av. J.-C., le site s'organise de façon plus ordonnée trois siècles plus tard. Des fragments de céramique attique (Grèce) et d'amphores marseillaises datant de cette époque indiquent l’existence d'échanges commerciaux vers la Méditerranée. La prospérité venant à l'oppidum de Montans, l’artisanat potier se développe dès le IIe siècle av. J.-C., ayant vraisemblablement son origine dans les traditions locales.

### Les débuts de la sigillée
La fabrication de pré-sigillées débute dans les années 10 avant notre ère, un tout petit peu avant La Graufesenque qui la commence vers l'an -10. Thierry Martin pense que cette nouvelle production est due à l’arrivée de potiers italiens. Un des fours repérés aux alentours du quartier de Labouygue date de cette époque (début du Ier siècle) ; son remplissage a livré de la céramique commune : ollae, jattes, vases sanglés à décor guilloché. La production de sigillées commence quelque vingt ans plus tard, dans les années 10 ou 20. Les échanges commerciaux avec l'espagne sont toujours de vigueur : des tessons de sigillée montanaise de l'époque tibérienne (14-37) accompagnant une amphore espagnole produite par l'atelier de l'Aumedina (à 1 km au nord-ouest de Tivissa, province de Tarragone) ont été découverts en 1994 lors du creusement d'une tranchée dans la place de l'église de Montans (l'amphore, de type Oberaden 74, est estampillée SEX. DOMITI).
On y fabrique également d'autres types de céramiques : antéfixes, lampes à huile, statuettes, vases à engobe blanc, céramique commune, tuiles… Les vases à engobe blanc, hérités des traditions laténiennes, sont produits à Montans aux Ier et IIe siècles. Des fouilles au Rougé ont livré une couche d'époque tibérienne (14-37) avec des vases à engobe blanc<, ce qui a permis d'en faire remonter la fabrication à cette époque alors qu'on pensait auparavant que celle-ci ne commençait que dans les années 45 à 60 ; la même époque a aussi livré des sigillées de Montans estampillées L. AVRELIOS, CELER.F(ecit), CONTOUCA, FELIX et NICI(A), et de nombreux vestiges d'amphores vinaires de type Pascual 1 signées TARANI, plus trapues que les amphores catalanes ou languedociennes. Datées de la fin de l’époque d’Auguste (27 av. J.-C.-14 apr. J.-C.) et sous Tibère (14-37), ces amphores accompagnent les débuts du vignoble de Gaillac.
Le même site du Rougé a aussi livré des fonds de sigillée Drag. 27 signées L.V. MARC, potier montanais peu connu de l'époque de Claude (41-54) et Néron (54-68). L'époque de Néron a aussi laissé un petit four à poteries rectangulaire, rapidement abandonné pour construire au-dessus dès les années 70 un four plus grand qui a probablement fonctionné jusqu'à la fin du Ier siècle. Un dépotoir de l'époque flavienne (69-96) contenait plus de 4 500 tessons de sigillée, dont les 2/3 venant de vases lisses de forme Drag. 33, Drag. 35/36 avec ou sans feuilles d'eau, Stanfield 22A et Curle 11. La plupart des poteries ornées sont des coupes hémisphériques Drag. 37 dues au potier ATTILVS I. Deux vases décorés Drag. 37 de la Graufesenque et un fragment de moule de la même provenance illustrent les liens de Montans avec ce grand centre de production céramique aveyronnais du Ier siècle.
Le deuxième four repéré vers le quartier de Labouygue est de forme carrée et a produit des tuiles entre 140 et 160 apr. J.C..
Déchelette reconnaît 37 types de décorations propres à la céramique de Montans. Ce qui n'empêche que la moitié des types de poterie de Montans se retrouvent à la Graufesenque ; ceci parce que la Graufesenque, plus gros centre de production de sigillée du monde romain pour la deuxième moitié du Ier siècle, essaime des ateliers secondaires eux-mêmes importants - dont Montans -, qui dépendent en partie des mêmes propriétaires. Les mêmes moules y circulent.
La similarité de structure des engobes des sigillées de Montans et de la Graufesenque indique des procédés d'élaboration proches. Mais l'argile employé pour les pâtes de Montans a un taux d'aluminium (Al2O3) plus faible (toujours inférieur a 19.6) qu'à la Graufesenque (supérieur à 21.0). Même chose pour le pourcentage en TiO2, inférieur à 0.88 à Montans mais supérieur à 100 à la Graufesenque.

## Diffusion

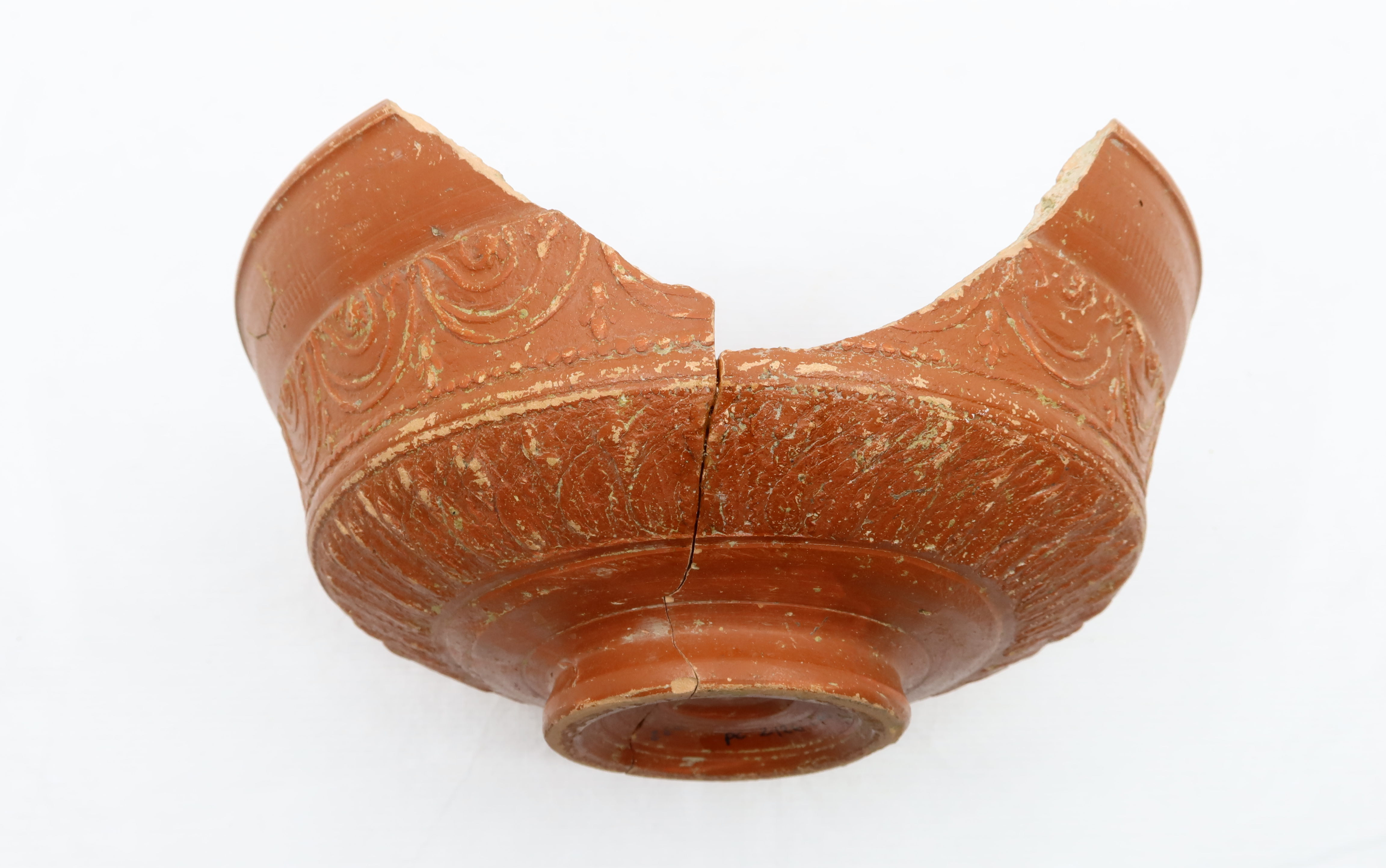
Céramique sigillée de Montans découverte à Toulouse

Les sigillées de Montans sont exportées en grande partie par voie fluviale en descendant le Tarn puis la Garonne. À Bordeaux, une partie remonte par les côtes de l'Atlantique vers le nord et vers la Loire, l'Armorique et la Bretagne romaine - c'est-à-dire l'Angleterre. L'autre partie va vers le sud, la Cantabrie et l'Asturie où les productions de Montans concurrencent celles de la Graufesenque qui y arrivent par l'Ebre. La sigillée de Montans domine largement dans le sud-ouest de la Gaule et sur le littoral atlantique, comme par exemple dans le lot de céramiques trouvé au site des Genats (Fontaines et Fontenay-le-Vicomte, Vendée).

## Déclin
Dans le nord-ouest de l'Espagne, vers le milieu du Ier siècle les produits espagnols concurrencent ceux de Montans qui cessent leurs exports dans cette région vers la fin du règne de Néron (dans les années 60). C'est aussi la fin de la plus belle période des ateliers de la Graufesenque : après son apogée des années 40 à 60, la production aveyronnaise augmente en quantité au détriment de la qualité, qui perd beaucoup dans la deuxième partie du Ier siècle ; les décors deviennent grossiers à partir des années 80. Au tournant du IIe siècle la production de céramique opère un glissement depuis la Gaule du sud vers les ateliers de la Gaule du centre : la Graufesenque et ses satellites cèdent la première place à Lezoux et aux ateliers de la vallée de l'Allier. Dans le Montans du IIe siècle, moins tourné vers la très grande production, la qualité baisse également dans le IIe siècle. Mais Montans a exporté sur environ un siècle et demi, de 15 à 140.

## Aujourd'hui
Ce patrimoine archéologique est conservé et étudié à l'Archéosite de Montans, à la fois musée et centre de conservation et d'étude inauguré en 1995.